# All Nippon Airways Football Club 1988-1989
Questa voce raccoglie le informazioni riguardanti l'All Nippon Airways Football Club nelle competizioni ufficiali della stagione 1988-1989.

## Stagione
Giunto alla seconda partecipazione in massima serie, dopo un avvio incerto il club della All Nippon Airways mostrò un rendimento che le permise di scalare la classifica sino a sopravanzare in extremis, lo Yamaha Motors secondo classificato e a giungere alle semifinali di Coppa dell'Imperatore dove fu eliminato dal Fujita.

## Divisa e sponsor
Le divise sono prodotte dalla Puma: sulla parte superiore della maglia vi è il logo della All Nippon Airways.
| Manica sinistra · Manica sinistra · Maglietta · Maglietta · Manica destra · Manica destra · Pantaloncini · Calzettoni | Manica sinistra · Manica sinistra · Maglietta · Maglietta · Manica destra · Manica destra · Pantaloncini · Calzettoni |  |

## Rosa
| N. |                      | Ruolo | Calciatore         |
| -- | -------------------- | ----- | ------------------ |
| 1  | Giappone (bandiera)  | P     | Koji Osawa         |
| 2  | Argentina (bandiera) | D     | Alejandro          |
| 4  | Giappone (bandiera)  | D     | Naoto Hori         |
| 5  | Giappone (bandiera)  | D     | Junya Morishige    |
| 6  | Giappone (bandiera)  | C     | Toshitaka Mishima  |
| 7  | Giappone (bandiera)  | C     | Yasuharu Sorimachi |
| 8  | Giappone (bandiera)  | C     | Hideki Hamada      |
| 9  | Argentina (bandiera) | A     | Néstor Piccoli     |
| 10 | Argentina (bandiera) | A     | Jorge Albero       |

| N. |                      | Ruolo | Calciatore        |
| -- | -------------------- | ----- | ----------------- |
| 11 | Giappone (bandiera)  | A     | Osamu Maeda       |
| 12 | Giappone (bandiera)  | A     | Hitoshi Tomishima |
| 13 | Giappone (bandiera)  | D     | Tatsuya Makiuchi  |
| 15 | Giappone (bandiera)  | C     | Shūta Sonoda      |
| 21 | Giappone (bandiera)  | P     | Ryūji Ishizue     |
| 25 | Giappone (bandiera)  | D     | Nobuhiro Ueno     |
| 26 | Giappone (bandiera)  | D     | Kei Shibata       |
|    | Argentina (bandiera) | D     | Fernando Moner    |
|    | Giappone (bandiera)  | C     | Yoshinori Kumada  |

## Risultati

### Japan Soccer League

#### Girone di andata
| Osaka 23 settembre 1988 1ª giornata | Matsushita Electric | 1 – 1 | ANA |  |

| Yokohama 30 settembre 1988 2ª giornata | ANA | 3 – 3 | Fujita | Mitsuzawa Stadium |

| Osaka 5 ottobre 1988 3ª giornata | Yanmar Diesel | 3 – 1 | ANA | Nagai Stadium |

| Hamamatsu 9 ottobre 1988 4ª giornata | Honda Motor | 1 – 0 | ANA | Honda Soccer Stadium |

| Yokohama 15 ottobre 1988 5ª giornata | ANA | 2 – 3 | Yamaha Motors | Mitsuzawa Stadium |

| Kashima 22 ottobre 1988 6ª giornata | Sumitomo Metals | 0 – 4 | ANA |  |

| Yokohama 28 ottobre 1988 7ª giornata | ANA | 3 – 1 | Yomiuri | Mitsuzawa Stadium |

| Kawasaki 5 novembre 1988 8ª giornata | NKK | 2 – 5 | ANA | Todoroki Stadium |

| Yokohama 12 novembre 1988 9ª giornata | ANA | 0 – 0 | Mitsubishi HI | Mitsuzawa Stadium |

| Ichihara 20 novembre 1988 10ª giornata | Furukawa Electric | 0 – 1 | ANA |  |

| Yokohama 27 novembre 1988 11ª giornata | ANA | 1 – 2 | Nissan Motors | Mitsuzawa Stadium |

#### Girone di ritorno
| Tokyo 26 febbraio 1989 12ª giornata | Fujita | 0 – 2 | ANA |  |

| Yokohama 5 marzo 1989 13ª giornata | ANA | 0 – 1 | Honda Motor | Mitsuzawa Stadium |

| Iwata 12 marzo 1989 14ª giornata | Yamaha Motors | 0 – 2 | ANA |  |

| Yokohama 18 marzo 1989 15ª giornata | ANA | 2 – 0 | Sumitomo Metals | Mitsuzawa Stadium |

| Tokyo 26 marzo 1989 16ª giornata | Yomiuri | 1 – 1 | ANA |  |

| Yokohama 2 aprile 1989 17ª giornata | ANA | 2 – 1 | NKK | Mitsuzawa Stadium |

| Tokyo 9 aprile 1989 18ª giornata | Mitsubishi HI | 0 – 3 | ANA |  |

| Yokohama 15 aprile 1989 19ª giornata | ANA | 1 – 0 | Furukawa Electric | Mitsuzawa Stadium |

| Yokohama 23 aprile 1989 20ª giornata | Nissan Motors | 2 – 1 | ANA | Mitsuzawa Stadium |

| Yokohama 26 aprile 1989 21ª giornata | ANA | 1 – 0 | Matsushita Electric | Mitsuzawa Stadium |

| Yokohama 30 aprile 1989 22ª giornata | ANA | 2 – 1 | Yanmar Diesel | Mitsuzawa Stadium |

### JSL Cup
| Ueno 3 settembre 1988 Ottavi di finale | Yamaha Motors | 0 – 2 | ANA |  |

| Ueno 4 settembre 1988 Quarti di finale | Mitsubishi HI | 2 – 1 | ANA |  |

### Coppa dell'Imperatore
| Haruno 24 dicembre 1988 Primo turno | ANA | 5 – 0 | Osaka Taidai |  |

| Haruno 25 dicembre 1988 Ottavi di finale | ANA | 3 – 1 | Toyota Motors |  |

| Tokyo 27 dicembre 1988 Quarti di finale | Tanabe Pharma | 0 – 1 | ANA | Nishigaoka Stadium |

| Tokyo 30 dicembre 1988 Semifinale | Fujita | 2 – 1 | ANA | National Stadium |

## Statistiche

### Statistiche di squadra
| Competizione          | Punti | Totale | Totale | Totale | Totale | Totale | Totale | DR  |
| Competizione          | Punti | G      | V      | N      | P      | Gf     | Gs     | DR  |
| --------------------- | ----- | ------ | ------ | ------ | ------ | ------ | ------ | --- |
| JSL Division 1        | 40    | 22     | 12     | 4      | 6      | 37     | 22     | +15 |
| Coppa dell'Imperatore | -     | 4      | 3      | 0      | 1      | 10     | 3      | +7  |
| JSL Cup               | -     | 2      | 1      | 0      | 1      | 3      | 2      | +1  |
| Totale                | -     | 28     | 16     | 4      | 8      | 50     | 27     | +23 |

### Andamento in campionato
| Giornata  | 1 | 2 | 3 | 4  | 5  | 6  | 7 | 8 | 9 | 10 | 11 | 12 | 13 | 14 | 15 | 16 | 17 | 18 | 19 | 20 | 21 | 22 |
| --------- | - | - | - | -- | -- | -- | - | - | - | -- | -- | -- | -- | -- | -- | -- | -- | -- | -- | -- | -- | -- |
| Luogo     | T | C | T | T  | C  | T  | C | T | C | T  | C  | T  | C  | T  | C  | T  | C  | T  | C  | T  | C  | C  |
| Risultato | N | S | S | S  | S  | V  | V | V | N | V  | S  | V  | V  | V  | V  | N  | V  | V  | V  | S  | V  | V  |
| Posizione | 5 | 7 | 9 | 11 | 11 | 10 | 8 | 5 | 5 | 5  | 6  | 6  | 6  | 5  | 4  | 4  | 4  | 4  | 4  | 4  | 2  | 2  |

Fonte: RSSSF
Legenda:

Luogo: C = Casa; T = Trasferta. Risultato: V = Vittoria; N = Pareggio; P = Sconfitta.

### Statistiche dei giocatori
| Giocatore    | JSL Division 1 | JSL Division 1 | JSL Cup  | JSL Cup | Coppa dell'Imperatore | Coppa dell'Imperatore | Totale   | Totale |
| Giocatore    | Presenze       | Reti           | Presenze | Reti    | Presenze              | Reti                  | Presenze | Reti   |
| ------------ | -------------- | -------------- | -------- | ------- | --------------------- | --------------------- | -------- | ------ |
| J. Albero    | 19             | 2              | ?        | ?       | ?                     | ?                     | 19+      | 2+     |
| R. Ishizue   | 10             | -?             | ?        | -?      | ?                     | -?                    | 10+      | -?     |
| O. Maeda     | 19             | 10             | ?        | ?       | ?                     | ?                     | 19+      | 10+    |
| T. Makiuchi  | 17             | 1              | ?        | ?       | ?                     | ?                     | 17+      | 1+     |
| F. Moner     | 22             | 0              | ?        | ?       | ?                     | ?                     | 22+      | 0+     |
| J. Morishige | 14             | 1              | ?        | ?       | ?                     | ?                     | 14+      | 1+     |
| K. Osawa     | 12             | -?             | ?        | -?      | ?                     | -?                    | 12+      | -?     |
| N. Piccoli   | 6              | 2              | ?        | ?       | ?                     | ?                     | 6+       | 2+     |
| S. Sonoda    | 17             | 1              | ?        | ?       | ?                     | ?                     | 17+      | 1+     |
| Y. Sorimachi | 17             | 3              | ?        | ?       | ?                     | ?                     | 17+      | 3+     |
| H. Tomishima | 18             | 3              | ?        | ?       | ?                     | ?                     | 18+      | 3+     |